# Love Grenade
Love Grenade es un álbum de estudio del guitarrista estadounidense Ted Nugent. Fue lanzado el 4 de septiembre de 2007. El disco solamente vendió 3600 copias en su primera semana en el mercado. La primera edición de la carátula causó gran controversia, ya que mostraba a una mujer desnuda con una granada en la boca sobre un plato. El disco contiene la canción "Journey to the Center of the Mind", original de su primera banda, The Amboy Dukes. El cantante y bajista Jack Blades (Night Ranger, Damn Yankees) hizo una aparición estelar en el disco, aportando el bajo en tres canciones.

## Lista de canciones
1. "Love Grenade" - 5:03
2. "Still Raising Hell" - 3:21
3. "Funk U" - 4:00
4. "Girl Scout Cookies" - 4:03
5. "Journey to the Center of the Mind" - 4:21
6. "Geronimo & Me" - 4:44
7. "EagleBrother" (Instrumental) - 4:38
8. "Spirit of the Buffalo" - 7:29
9. "Aborigine" - 3:22
10. "Stand" - 2:43
11. "Broadside" - 3:36
12. "Bridge over Troubled Daughters" - 3:36
13. "Lay with Me" - 6:23

## Músicos
- Ted Nugent - guitarra, voz
- Barry Sparks - bajo
- Tommy Clufetos - batería
- Jack Blades - bajo en "Love Grenade", "Spirit of the Buffalo" y "Lay with Me"